# Edgardo M. Latrubesse
Edgardo Manuel Latrubesse (nascido em 1965 em Pergamino, Argentina) é um geólogo argentino. Ele foi professor titular da Escola Asiática de Meio Ambiente e investigador principal do Observatório da Terra de Cingapura, da Universidade Tecnológica de Nanyang.

## Educação e carreira
Latrubesse nasceu em 1965 em Pergamino, Argentina. Ele obteve seu BSc e PhD pela Universidade Nacional de San Luis, Argentina. Ele terminou seu PhD em 1989. Após o doutorado, trabalhou por mais de dez anos no Brasil,na Universidade Federal do Amazonas, na Universidade Federal do Acre na Universidade Federal de Goiás. Mudou-se para a Universidad Nacional de La Plata, Argentina, em 2006, depois para a Universidade do Texas, Austin, em 2009.  Ele foi nomeado para a presidência do Raymond Dickson Centennial Professor na Universidade do Texas em Austin em 2017.  Ele se mudou em 2018 para o Observatório da Terra de Cingapura, Nanyang Universidade Tecnológica.  Depois de renunciar por razões não relacionadas de sua nomeação para a Universidade do Texas em 2018, ele foi encontrado por uma investigação interna da UT por ter assediado sexualmente outro membro do corpo docente lá, e foi impedido de trabalhar mais na universidade.

## Pesquisa
A atuação de Latrubesse é em geomorfologia fluvial, tropical e eólica, geologia quaternária, efeitos da atividade humana sobre o geossistema, pesquisa ambiental multidisciplinar, perigos e ambientes de mudança global.

## Prêmios e honras
Latrubesse é o vencedor do Prêmio Internacional de Meio Ambiente Augusto Gonzalez de Linares de 2005